# Johannes Sambucus

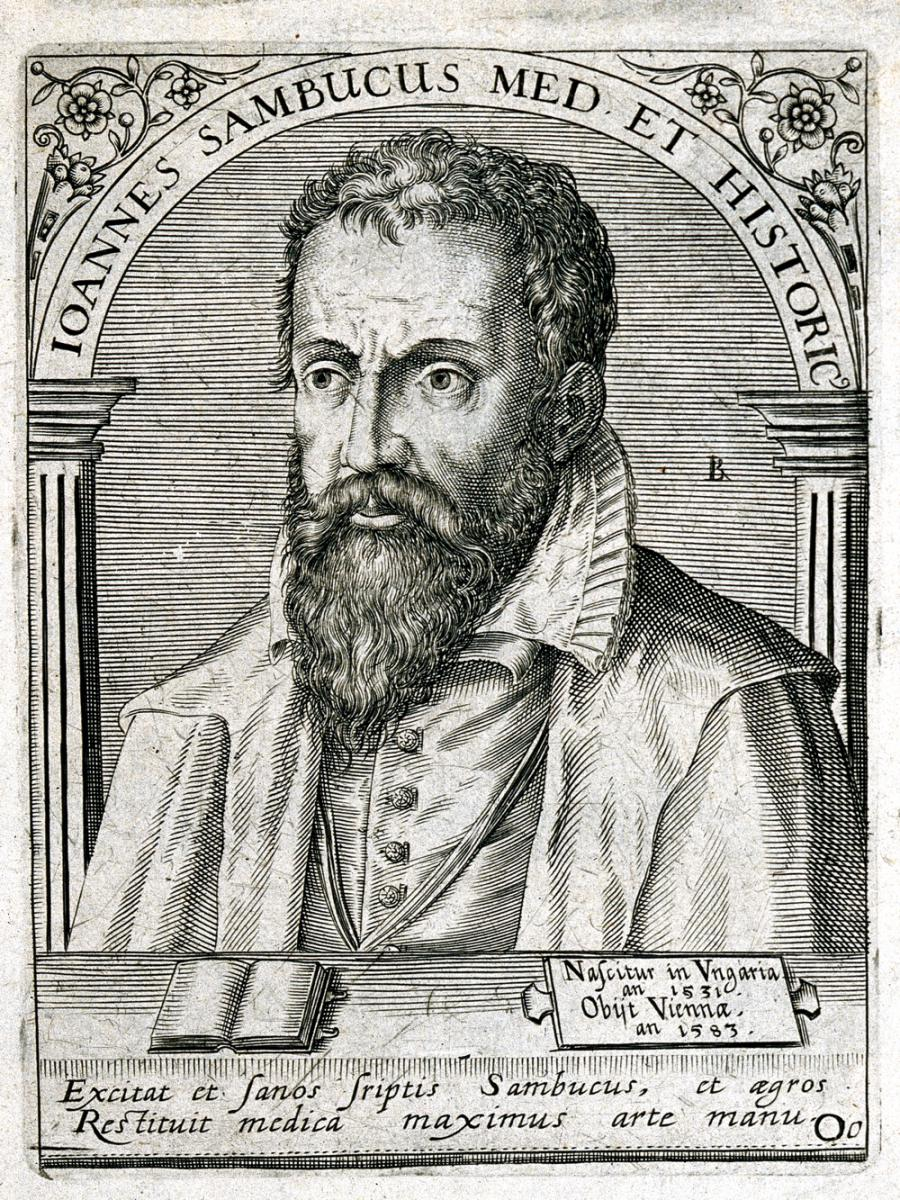
Johannes Sambucus (1531-1584)

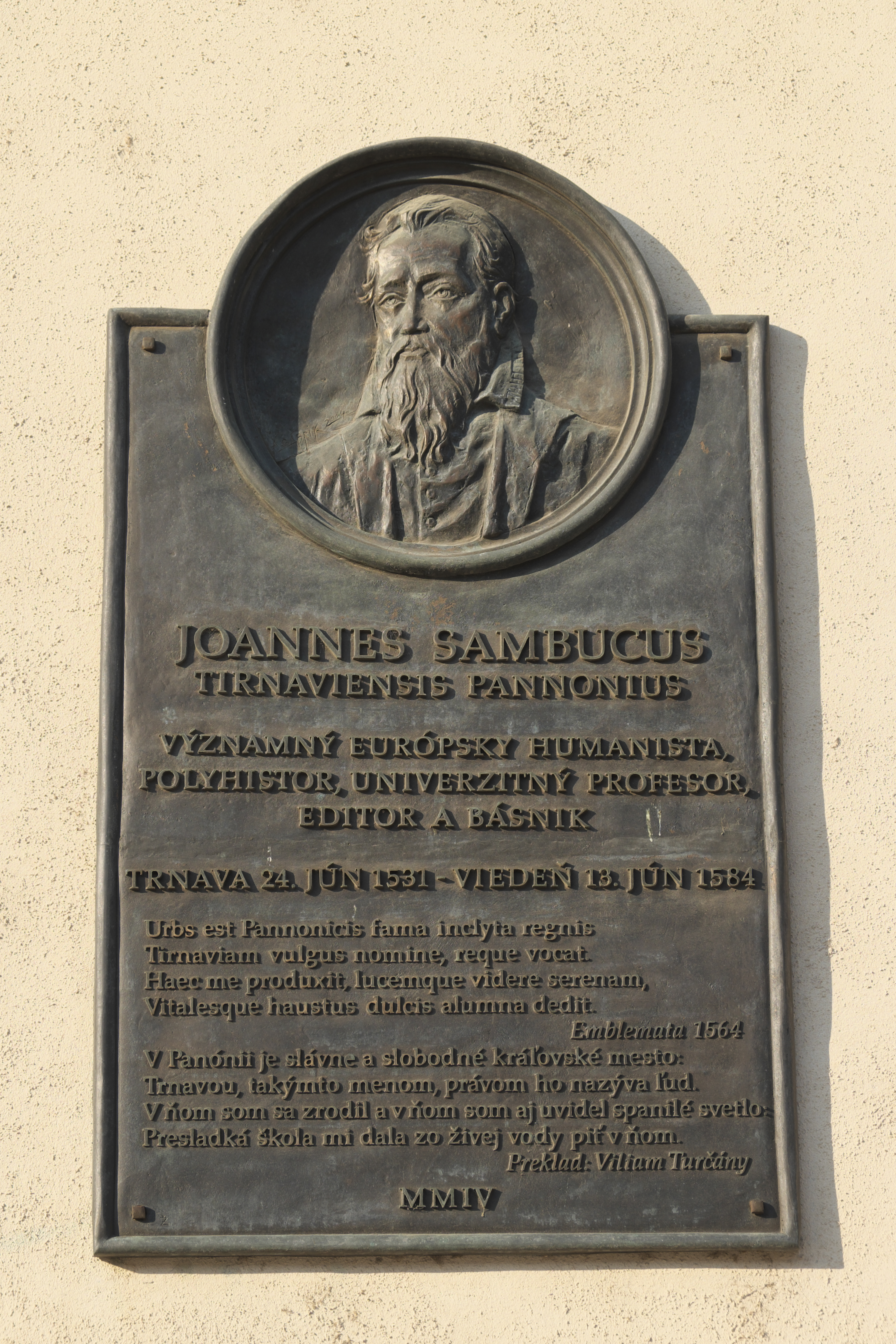
Tablica pamiątkowa na budynku ratusza w Trnawie

Johannes Sambucus (węg. Zsámboky János; słow. Ján Sambucus lub Ján Žámboky; ur. 25 lub 30 lipca 1531 w Nagyszombat, zm. 13 czerwca 1584 w Wiedniu) – węgierski lekarz, językoznawca, historyk, tłumacz i wydawca, pisarz, poeta i filozof. Wybitny humanista, aktywny w wielu krajach Europy, jeden z czołowych animatorów humanizmu na Węgrzech w XVI w.
Urodził się w dzisiejszej Trnawie, na południowym zachodzie Słowacji, w dużym i bogatym na owe czasy mieście, w którym szkolnictwo stało już wówczas na wysokim poziomie. Bardzo wcześnie rozpoczął naukę. Już od 1542 r. studiował filologię (języki starożytne), prawo, historię i filozofię, kolejno w Wiedniu, Lipsku, Wittenberdze, Ingolstadt, Strasburgu i Paryżu. W szczególności był pod znacznym wpływem twórczości Platona. W 1551 r. uzyskał tytuł magistra filozofii na Uniwersytecie Paryskim. W latach 1553–1557 studiował medycynę na Uniwersytecie w Padwie. Po uzyskaniu dyplomu lekarskiego osiadł jako lekarz w 1560 roku w Wiedniu, który stał się wówczas również centralnym punktem węgierskiego życia naukowego i kulturalnego. Tu wykładał na miejscowym uniwersytecie, tu wstąpił na służbę u cesarza Ferdynanda I Habsburga, obejmując funkcję cesarskiego historiografa. Znaczną część życia spędził jednak w podróżach, skupując i gromadząc antyczne teksty dla cesarskiej biblioteki. W latach 1558–1564 podróżował m.in. do Wenecji, Padwy, Genui, Neapolu, Mediolanu, Gandawy i Antwerpii.
Pisał w języku łacińskim, głównie okazyjne poezje, ody i elegie, w których udanie naśladował antyczne wzory. Podczas pobytu we Włoszech poznał popularną wówczas formę sztuki – „emblemat”. Ponieważ był poetą, znawcą starożytności i dysponował biegłą znajomością łaciny, zaoferowała mu ona idealną platformę do dalszej działalności intelektualnej i artystycznej. W 1564 r. (datowane właściwie dopiero na 1565 r.) ukazało się pierwsze wydanie jego „Emblematów” (Emblemata cum aliquot nummis antiqui operis), a w niedługim czasie pięć kolejnych, co przyniosło mu międzynarodową sławę mistrza tego typu literatury. Wśród 222 emblematów jeden poświęcony jest także rodzinnemu miastu Sambucusa (Tirnavie patrie meae arma). Był pierwszym węgierskim autorem, którego dzieła zostały przetłumaczone na język niderlandzki i francuski, a wkrótce także angielski. Sambucus zaaranżował także wydanie pierwszego wydania Corpus iuris Hungarici w Wiedniu w 1581 roku. Dzięki zawartym w nim zasadom, opartym na starożytnych regułach prawnych, przyczynił się do powstania jednej z podstaw węgierskiego systemu prawnego. Opublikował także wiele map i opisów krain geograficznych, m.in. „Hungaria”, „Transilvaniae Descriptio” czy „Illirium”.
Był w stałym kontakcie z najwybitniejszymi uczonymi tych czasów z Wittenbergi, Strasburga, Bazylei, Paryża i północnych Włoch. Sam publikował wiele dzieł w różnych miastach. Jego wysiłki zaowocowały opublikowaniem 31 wydań tekstów autorów starożytnej Grecji, Bizancjum i Rzymu. Ze swojej ogromnej, prywatnej biblioteki, w której znajdowało się wiele rękopisów (w tym także kodeksów, średniowiecznych i z czasów Odrodzenia), pożyczał także innym wydawcom archiwalne teksty i ich warianty. Szczególnie silne i różnorodne były jego powiązania ze Szwajcarią. Dbał o bliskie relacje z humanistami z Zurychu, Genewy i Bazylei. Jednak jego najważniejszym kontaktem był były kolega ze studiów, filozof z Bazylei Theodor Zwinger. Obydwaj studiowali razem w Padwie. To wujek Zwingera – ceniony wydawca i drukarz Johannes Oporinus – opublikował pracę Sambucusa dedykowaną Maksymilianowi II Habsburgowi, gdy ten miał zaledwie 21 lat. Sambucus współpracował także z takimi wydawcami, jak Petro Perna i Eusebius Episcopius. Oprócz pełnego wydania dzieł Antonio Bonfiniego opublikował w Bazylei teksty Ksenofonta, Wegecjusza i Teodora II Laskarysa, a także zbiór Epistolarum conscribendi methodus (1552).
Jego zbiory książek, rękopisów, map, grafik stały się z czasem podstawą do stworzenia działu manuskryptów Austriackiej Biblioteki Narodowej w Wiedniu.